# Centro de Educación Continua Ingeniero Eugenio Méndez Docurro
Centro de Educación Continua Ingeniero Eugenio Méndez Docurro es un inmueble histórico perteneciente al Instituto Politécnico Nacional (IPN) situado en el número 38 de la calle Allende del Centro Histórico de la Ciudad de México. Formó parte del Ex convento de San Lorenzo, construido en el siglo XVI.

## Historia
Con la aplicación de las Leyes de Reforma, entre 1861 y 1863 el convento fue exclaustrado, abandonando el edificio las 30 monjas jerónimas que lo ocupaban. Por orden del entonces presidente Benito Juárez en 1867 el claustro del edificio fue usado para crear la Escuela Nacional de Artes y Oficios para Hombres en la parte que ocupó el claustro del convento. La escuela recibió el nombre de Escuela Práctica de Ingenieros Mecánicos y Electricistas en 1916 y en 1932 fue renombrada a Escuela Superior de Ingeniería Mecánica y Eléctrica (ESIME), institución perteneciente al Instituto Politécnico Nacional. Tras la salida de dicha escuela a la Unidad Adolfo López Mateos del IPN el edificio cayó en desuso y abandono. Fue catalogado como Monumento Histórico en 1990.
En 1996 el Instituto Politécnico Nacional creó en el inmueble un centro de educación continua, el Centro de Educación Continua Unidad Allende, sitio en donde a la par de actividades educativas y culturales, funciona un centro de Cursos Extracurriculares de Lenguas Extranjeras (CELEX). El 10 de octubre de 2015, el IPN lo nombró "Ingeniero Eugenio Méndez Docurro" en homenaje a ese personaje, difusor de la cultura en la institución.